# Мишель де Белькур, Жан Бернар
Жан Бернар Мишель де Белькур (фр. Jean Bernard Michel de Bellecour; 11 октября 1739, Мюлуз — 26 сентября 1804, Париж) — французский военачальник эпохи революционных войн, носивший чин дивизионного генерала.

## Биография
Уроженец Мюлуза. 6 октября 1791 года был избран капитаном волонтёров батальона департамента Алье и в этом качестве участвовал в сражении при Вальми. Жан Бернар Мишель де Белькур был произведён в бригадные генералы 30 июля 1793 года, а спустя всего полгода, 30 января 1794 года, был повышен до дивизионного генерала. Он командовал 1-й пехотной дивизией в Лилле, а когда командир 16-й дивизии, также расквартированной в Лилле, генерал Фавар был отправлен в отставку из-за своего дворянского происхождения, Мишель де Белькур сменил его в качестве командира. Затем он командовал 8-й пехотной дивизией в Орлеане, а 4 октября 1795 года был назначен комендантом департамента Луара. В 1797 году он вышел в отставку и скончался в Париже в 1804 году. 